# The One (singel Anety Sablik)
The One – singel Anety Sablik, wydany 3 maja 2014, promujący jej debiutancki album studyjny o tym samym tytule. Utwór napisali i skomponowali: Vincent „Beatzarre” Stein, Sylvia Gordon, Konstantin „Djorkaeff” Scherer, Matthias „B-Case” Zürkler oraz Oliver Pum.
Nagranie było notowane na 1. miejscu na listach sprzedaży w Niemczech, Austrii i Szwajcarii. Singel uzyskał w Niemczech złoty certyfikat za sprzedaż w nakładzie przekraczającym 200 tysięcy kopii.

## Autorstwo i historia wydania
Autorami kompozycji są: Vincent „Beatzarre” Stein, Sylvia Gordon, Konstantin „Djorkaeff” Scherer, Matthias „B-Case” Zürkler oraz Oliver Pum. Za produkcję piosenki odpowiadali zaś Beatzarre, Djorkaeff i B-Case.
- Wokal: Aneta Sablik
- Gitara: Oliver Pum
- Rejestracja wokalu: Mathias Ramson
- Inżynieria dźwięku: Matthias Gramm
- Mastering: Götz-Michael Rieth
- Producent: B-Case, Beatzarre, Djorkaeff
- Autorzy: Vincent „Beatzarre” Stein, Sylvia Gordon, Konstantin „Djorkaeff” Scherer, Matthias „B-Case” Zürkler, Oliver Pum
- Okładka: Ronald Reinsberg
- Fotograf okładki: Ben Wolf

Nagranie zostało wydane 3 maja 2014 w formacie digital download przez Universal Music. 6 maja zaś na terenie Niemczech, Austrii i Szwajcarii singel trafił do sprzedaży również w wersji CD. Przebój promował debiutancki album studyjny Anety Sablik o tym samym tytule.

## Teledysk
9 maja 2014 odbyła się premiera teledysku do piosenki. Wideo było kręcone na Majorce.

## Lista utworów
- Digital download[6]

1. „The One” – 3:36

- CD single[2]

1. „The One” – 3:36
2. „The One” (Instrumental) – 3:37

## Notowania

### Pozycje na listach sprzedaży
| Kraj       | Notowanie (2014)                   | Najwyższa pozycja | Certyfikat  | Sprzedaż    |
| ---------- | ---------------------------------- | ----------------- | ----------- | ----------- |
| Austria    | Ö3 Austria Top 40                  | 1                 | brak        | brak danych |
| Islandia   | Heimslistinn                       | 12                | brak        | brak danych |
| Luksemburg | Billboard Luxembourg Digital Songs | 1                 | brak        | brak danych |
| Niemcy     | Top 100 Single                     | 1                 | złota płyta | 200,000+    |
| Szwajcaria | Singles Top 75                     | 1                 | brak        | brak danych |